# Steven Hirsch
Steven Hirsch (sinh ngày 25 tháng 5 năm 1961) là người sáng lập và đồng chủ tịch của công ty giải trí người lớn Vivid Entertainment, mà anh sáng lập vào năm 1984. Nó đã được ước tính là công ty tình dục giải trí khiêu dâm dành cho người lớn hàng đầu.

## Sự nghiệp

### Nhiệm kỳ tại Giải trí Vivid
Thế hệ thứ hai của gia đình anh trong kinh doanh, anh được AVN tín nhiệm là người có tầm nhìn sáng tạo, người đã nhìn thấy tiềm năng thay đổi bản chất của nền công nghiệp tình dục giải trí khiêu dâm người lớn. Hirsch và đối tác ban đầu của anh, David James, một cựu chiến binh ngành công nghiệp có kinh nghiệm quốc tế sâu rộng, sau đó đã tham gia cùng với một đối tác thứ ba, Bill Asher, một sinh viên tốt nghiệp của trường Đại học Dartmouth với bằng Thạc sỹ Quản trị Kinh doanh của Đại học Nam California, người đã thiết kế thành công tài chính gần đây của công ty thông qua một loạt các giao dịch và liên minh. Ba chàng là đồng chủ tịch của công ty.
Ngoài một cuốn sách bìa cứng với HarperCollins, Hirsch đã phát triển truyện tranh Vivid Comix và tiểu thuyết với Avatar Press và tiểu thuyết khiêu dâm với Thunder’s Mouth Press. Các gương mặt của Vivid Girls đã xuất hiện trên các bảng quảng cáo ở các địa điểm giao thông đông đúc như Sunset Boulevard và Times Square.
Trong năm 2011, Hirsch đã cung cấp 5.000.000 đô la (£3,000,000 bảng Anh) cho em gái của Catherine, Công tước phu nhân xứ Cambridge, Pippa Middleton, để tham gia vào một bộ phim tình dục người lớn. Anh cũng nói rằng nếu anh trai, James, cũng gia nhập và tham gia vào một cảnh riêng, anh ấy sẽ nhận được $ 1,000,000 (600,000 bảng Anh).

## Có mặt
Bộ phim truyền hình giả tưởng năm 2004 Porno Valley, tài liệu cuộc sống và gia đình riêng của Hirsch, và sự tương tác giữa Hirsch và giấc mơ Vivid của anh.

## Danh hiệu
Trong năm 2012, Hirsch đã nhận được Giải thưởng Truyền hình khiêu dâm tình dục Video Người lớn đầu tiên trong buổi lễ gala ở Las Vegas. Theo Paul Fishbein, người sáng lập AVN, "Không ai trong thời hiện đại của ngành công nghiệp tình dục dành cho người lớn đã sáng tạo hơn trong việc lồng ghép hình ảnh công ty của họ hơn là Vivid. công ty thực sự xứng đáng với cái thành tựu này.

## Vận động
Hirsch phản đối Measure B, một luật được thông qua tại Quận Los Angeles vào ngày 5 tháng 11 năm 2012 yêu cầu tất cả người biểu diễn trong phim tình dục khiêu dâm dành cho người lớn phải mang bao cao su khi quay cảnh sex. Hirsch bày tỏ sự tin tưởng rằng luật, đã được 56 phần trăm cử tri thông qua, sẽ bị lật đổ vì lý do vi phạm quyền Tu chính án Nhất của những nhà làm phim, nhưng anh nói rằng nếu không thành công, Vivid sẽ đưa sản xuất ra khỏi Los Angeles County để tồn tại, "Có những vụ truy tố khiêu dâm, nhưng đây là một cái gì đó ở một đẳng cấp khác nhau.

## Đời tư
Hirsch sinh ra ở Lyndhurst, Ohio. Hirsch điều hành công ty của mình với chị gái Marci, người được giới thiệu vào AVN Hall of Fame vào năm 2015.